# Joana Pimenta
Joana Chadwick Luís Pimenta (Oeiras, 1986) es una artista visual, directora y guionista portuguesa que fue premiada en 2014 en el festival Indie Lisboa y en el festival Ann Arbor. Profesora en el departamento de cine de la Universidad de Harvard y de la Universidad Rutgers en Estados Unidos. En 2020, fue nombrada directora interina del Centro de Estudios de Cine de la Universidad de Harvard.

## Trayectoria
Pimenta nació en Oeiras, en el distrito de Lisboa en 1986. Se licenció en Ciencias de la Comunicación, en la rama cinematográfica, en la Universidad Nueva de Lisboa. Realizó prácticas en la Videoteca Municipal de Lisboa, donde cursó realización de documentales en 2005. En 2009, una vez finalizada la carrera, se trasladó a Estados Unidos, para graduarse en la Universidad de Harvard, donde realizó su doctorado en Cine y Artes Visuales.
Allí, a través del Laboratorio Etnográfico Sensorial de Harvard, entró en contacto con la etnografía, que se verá reflejada en sus películas a partir de entonces. Trabajó como profesora asistente en las cursis impartidos por Lucien Castaing-Taylor para pasar más tarde como titular al Departamento de Cine y Artes Visuales de la Universidad de Harvard. Compaginó además este trabajo con otro como profesora en la Universidad Rutgers de Nueva York, en el Departamento de Cine. Actualmente es profesora visitante en el Departamento de Estudios Visuales y Ambientales de Harvard.
Codirigió con João Seiça su primera película, titulada El mañana no está aquí, que se presentó en "Panorama - Mostra do Documentário Português" en 2006. En 2014, realizó su primer cortometraje Las figuras grabadas en el cuchillo con la savia de los plátanos, que fue premiado en el festival "IndieLisboa" y en el Festival de Cine de Ann Arbor de ese año. A caballo entre Portugal, Brasil y Estados Unidos, comenzó a trabajar con el director Adirley Queirós, como directora de fotografía en la película Érase una vez Brasília, que se estrenó en el Festival Internacional de Cine de Locarno en 2017. Desde entonces, ambos han codirigido varias películas, a saber: Rádio Coração y Mato seca em flames.
En 2020, fue nombrada directora en funciones del Centro de Estudios de Cine de la Universidad de Harvard, que apoya la realización de proyectos de no ficción como documentales y videoinstalaciones.

## Filmografía
Como directora:
- 2006: O Amanhã não é Aqui.[5]
- 2014: As Figuras Gravadas na Faca com a Seiva das Bananeiras.[15]
- 2016: Um Campo de Aviação.[16]
- 2016: Rádio Coração.[9]
- 2020: Mato Seco em Chamas.[17]

Como directora de fotografía:
- 2017: Era uma vez Brasília, que se estrenó en el 70.º Festival Internacional de Cinema de Locarno.[18][19]

## Premios y menciones honoríficas
- Las figuras grabadas en el cuchillo con la savia de plátano
  - Premio Pixel Bunker al Mejor Cortometraje Portugués en el Festival IndieLisboa 2014.[20]
  - Tom Berman recibió el premio al director del festival de cine emergente Ann Arbor.[21]
- Campo de aviación galardonado con:
  - Gran Premio del 58.º Festival Internacional de Cine Documental y Cortometraje de Bilbao.[22][23]
- Érase una vez Brasilia
  - Recibió el Premio a la Mejor Fotografía en el 50 Festival Brasilia de Brasilia.[8][24]

Se menciona en el libro Women's Cinema in Contemporary Portugal, de Mariana Liz e Hilary Owen.